# 戸城憲夫
戸城 憲夫（としろ のりお、1960年7月5日 - ）は、日本のロック・ベーシスト、作曲家。香川県生まれ、埼玉県出身。拓殖大学卒業。G.D.FLICKERSを経て、ZIGGYに加入。作曲、編曲を担当。おいちゃんという愛称で親しまれている。

## 来歴
1986年、G.D.FLICKERSを経て、ZIGGYに加入。
1987年、ZIGGYのベーシストとして徳間ジャパンコミュニケーションズよりメジャー・デビュー。森重樹一とともに、ZIGGYの約半数の楽曲を作曲。
1990年、"山羊智詞&赤羽楽団"に参加。
1992年、横関敦、新美俊宏、土橋宗一郎とともにバンド"LANCE OF THRILL"結成。
1996年、LANCE OF THRILLから土橋が脱退、板谷祐を迎えバンドはTHE SLUT BANKSとして活動開始。
1999年、ZIGGY脱退。
2000年、板谷祐の脱退に伴いTHE SLUT BANKSは解散、即座に高木フトシを迎えBAD SiX BABiESとして活動開始。
2002年、BAD SiX BABiES解散。
2003年、森重樹一、元SADSの坂下たけとも、満園英二とともに、The DUST'N'BONEZ結成。2011年の森重脱退まで、ライヴを中心にアルバム4枚、シングル2枚、ミニアルバム2枚リリースと精力的に活動。
2007年、THE SLUT BANKS活動再開。
2010年、森重、宮脇“JOE”知史とともにZIGGYとして期間限定のツアーを行う。
2010年、BAD SiX BABiES活動再開。
2011年、THE SLUT BANKSとBAD SiX BABiESの初のスプリットツアーを行う。
2014年、森重の呼びかけで30周年を迎えたZIGGYを期間限定の再開。

## 人物
敬愛するミュージシャンは、ビートルズ、キッス、ニューヨーク・ドールズ、ハノイ・ロックス、モトリー・クルー、ガンズ・アンド・ローゼズなど。また、自らと同時代に活動しているミュージシャンへの敬愛も度々語っている。
常に最先端の音楽に敏感に反応し、それを音楽性に反映させ、ZIGGYのバンドとしての成長に一役買った人物である。森重樹一の発言によると、ZIGGYがユニット編成であった1990年代中期はとりわけ貪欲に音楽の探究を行っており、当時のZIGGYの音楽性も戸城の嗜好が反映されることが多かったという。
ベテランミュージシャンとして扱われる事を極端に嫌っており、事あるごとに「若々しくやりたい」といった旨の発言をしている。THE SLUT BANKS結成時にキャリアを持つメンバーを揃えながらも、変名、扮装を行ったのはそのような戸城のこだわりの表れである。
ベースプレイはほとんどピック弾きで行う。
長年に渡り株投資をしており、自身のHP「世田谷スポーツ」では株日記を書いている。また「ダイヤモンドZAi」（2007年8月号）「セキララ投資家日記」のコーナーに登場し、「損切りなんてロックじゃねえよ！」という衝撃的なコメントと共に、株式投資を始めた経緯や投資スタンスなどを赤裸々に語った。
イラストやデザインの才能にも長けており、これまで所属してきたバンドの作品やグッズに活かされている。
奔放な発言の多さとは裏腹に、ゲームセンターでのアルバイト時代にいじめられていた中学生を助ける、痴漢を取り押さえて殴りかかるといった正義感の強い一面もある。 
機材に関してはZIGGY初期よりフェルナンデスを使用モッキンバードシェイプやサンダーバード、独自のシェイプのモデルなどを同社で製作している。近年はギブソンのNIKKI SIXXモデルであるBLACKBIRDをメインとしている。アンプはアンペグ、フェンダー、アッシュダウン、エフェクトはクライオ処理されたチューブスクリーマー。2015年にイケベ楽器よりNoah'sark Custom Shop Seriesとして、戸城憲夫本人監修のBass Overdrive（愛称「ぴーこ」）を発売。
SIAM SHADEのNATCHINは戸城からもらったベースを所有しているとのこと。
ヘヴィメタル雑誌『BURRN!』で喜国雅彦の6コマ漫画「ROCKOMANGA!」を連載するきっかけを作ったのは戸城であり、戸城がBURRN!の誌面の固さに疑問を感じ、当時副編集長で親交もある増田勇一に喜国の漫画を掲載出来るよう提案を出したところ、増田が酒井に交渉した結果連載が決まった。

## 楽曲提供
- 大西結花
「マスカレード」作詞：小幡洋子 作曲：戸城憲夫
- 尾身和樹
「BE ALIVE」作詞：尾身和樹・今泉圭姫子 作曲：戸城憲夫 「BIRD」作詞：今泉圭姫子 作曲：戸城憲夫
「FUTURE LUCK」作詞：尾身和樹　作曲：戸城憲夫　「MY SONG」作詞：高木誠一郎　作曲：戸城憲夫
- キッド・ロビン
「Good Lovin'」作詞：Thoman Benjamin Robinson 作曲：戸城憲夫
- CRIPTON
「嵐ヶ丘」作詞：今野久美・森本公紀　作曲：戸城憲夫
- 高橋不二人
「DONG JA KA」作詞：高橋不二人　作曲：高橋不二人・戸城憲夫
- TUSK
「CAST」作詞：板谷祐　作曲：戸城憲夫
- ダークキャット・イメージアルバム
「HUMANISM 19XX」「LONELY GENERATION」「MAD WORLD」　いずれも作詞：紅玉　作曲：戸城憲夫
- 中山忍
「千年の難破船」作詞：石川あゆ子　作曲：戸城憲夫
- 野沢直子
「彼は新聞少年」作詞：野沢直子　作曲：戸城憲夫
- hiro-C
「じゃがたわーのうた　ユメニムカッテ」作詞：今泉圭姫子 作曲：戸城憲夫
- 兵藤ゆき
「地図にない街」作詞：兵藤ゆき　作曲：戸城憲夫
- BABY'S
「TEACHER TEACHER」作詞：井上龍仁　作曲：戸城憲夫
- 松本梨香
「あたしナイスな純・情・派」作詞：紅玉　作曲：戸城憲夫
- 森重樹一
「Rusty Voice」作詞：森重樹一　作曲：戸城憲夫
- 山瀬まみ
「花売り娘」「本日はSEITEN成り」いずれも作詞：山瀬まみ　作曲：戸城憲夫